# Albuca rupestris
Albuca rupestris är en sparrisväxtart som beskrevs av Olive Mary Hilliard och Brian Laurence Burtt. Albuca rupestris ingår i släktet Albuca och familjen sparrisväxter.
Artens utbredningsområde är KwaZulu-Natal. Inga underarter finns listade i Catalogue of Life.